# Il risveglio di Endymion
Il risveglio di Endymion è un romanzo di fantascienza pubblicato nel 1997 dallo scrittore statunitense Dan Simmons. Si tratta del quarto capitolo della serie dei Canti di Hyperion (preceduto da Endymion e seguito dal romanzo breve Gli orfani di Helix).

## Trama
La narrazione comincia ex abrupto, sviluppando in parallelo le storie già iniziate in Endymion con la consueta tecnica utilizzata da Simmons in tutto il ciclo, ovvero di episodi che, partendo da presupposti e contesti molto diversi, pian piano iniziano a convergere fino a costruire un complicato gioco ad incastri da cui scaturisce il disegno finale.
Nel 3131 il nuovo papa Urbano XVI (il pellegrino Leonard Hoyt del primo romanzo del ciclo che è sopravvissuto grazie al controllo delle risurrezioni) proclama la definitiva crociata contro i rinnegati Ouster, forte di una micidiale flotta spaziale messa a disposizione dalla Pax, braccio armato della Chiesa e costituita da incrociatori classe Arcangelo dotati del propulsore Gideon (che consente viaggi a velocità superiori a quella della luce, e praticamente spostamenti istantanei, possibilità andata persa con la caduta della rete dei Teleporter) ed equipaggiati con armamenti inimmaginabili anche ai tempi più floridi della Rete dei Mondi.
In questo romanzo ritornano Raul Endymion, Aenea, l'androide Bettik, il Padre capitano Federico De Soya, lo Shrike, Rhadamanth Nemes, e le vicende si dipanano fra dialoghi corposi e complessi ai confini fra la fisica quantistica e la filosofia zen.
La realtà si rivela ben diversa da quella che sembrerebbe ovvia. Si scopre che il crucimorfo che rendeva possibile il "miracolo" della resurrezione di padre Hoyt e che aveva permesso ad una Chiesa ormai moribonda di diventare il potere dominante, non aveva nulla di divino, essendo in realtà un "dono" delle Intelligenze Artificiali del TecnoNucleo che tramano contro l'umanità. Il crucimorfo è dunque un simbionte tecno-organico che ha permesso alle IA di sopravvivere alla caduta dei teleporter e contemporaneamente di avviluppare i propri tentacoli sugli Umani con il beneplacito di una religione corrotta dal patto faustiano per eccellenza. Il tutto ruota a uno spazio quantistico ultradimensionale, il Vuoto Legante, grazie al quale avvenivano, in era Egemonia, i viaggi teleporter e le comunicazioni istantanee astrotel. Il Vuoto Legante si rivela essere una sfera dati metafisica ove risiedono delle entità (chiamate dalla IA Ummon e da Aenea "Leoni e Tigri e Orsi") che salvarono la Terra "trasportandola" in una galassia adiacente, irraggiungibile dalla Pax e dal TecnoNucleo, dove successivamente trasportarono delle comunità di cìbridi e umani, fra i quali Aenea e Raul. Lo spazio in cui risiedevano "fisicamente" le IA erano i confini del Vuoto Legante: nemmeno queste intelligenze estremamente avanzate osavano addentrarsi nella metasfera abitata da Leoni e Tigri e Orsi.
Aenea, nata dall'unione di un'umana con un cìbrido (un clone umano controllato "da remoto" dalle IA), è la rappresentazione del conflitto interno che grava fra le IA del TecnoNucleo: la ragazza porta nel sangue una mutazione genetica nanotecnologica che uccide il crucimorfo, liberando l'individuo dal controllo delle IA e della Chiesa. Quest'ultima stringe un patto con il Nucleo affinché metta in stasi miliardi di esseri umani per evitare il contagio, che si rivela essere inarrestabile. Il Nucleo invia la terribile androide Nemes e tre suoi cloni a caccia di Aenea, sempre difesa dal semidivino Shrike, costruito nel remoto futuro dall'Intelligenza Finale con l'appoggio della IF umana, che aveva "perso" la sua componente empatica fuggita nelle pieghe del tempo, per recuperarla.
Sul pianeta T'ien Shan, Raul e Aenea diventano amanti: a causa del debito temporale accumulato da Endymion nel suo viaggio volto al recupero della nave senziente del Console, rimasta ad autoripararsi su un pianeta sconosciuto, i due hanno adesso dieci anni di differenza. L'idillio dura però poco: ancora una volta, la ragazza è costretta alla fuga dall'avvento delle forze Pax. Poco prima aveva confessato a Raul, roso dalla gelosia, di essere stata sposata e di aver avuto un figlio.
I passi finali vedono Aenea che muore, immolandosi per gli Umani per mano di quella Chiesa che ha venduto l'anima al diavolo e parimenti la conclusione del viaggio di Raul Endymion che, proprio grazie a quello straziante epilogo, riesce a liberarsi della sua prigione (la scatola di Schrödinger) e a valicare i confini dello spazio-tempo: ritrova così la sua amata che, come già accadde a Moneta e Kassad, lo aveva già incontrato e sposato nel suo futuro, che per lei era quindi già accaduto. Era/sarà lui il padre del loro bambino. La Pax si sgretola, la Chiesa ritorna alle sue origini, l'Umanità trova nuovo slancio e tutto grazie ad Aenea (il nuovo messia), il cui messaggio di speranza ora risuona nei cuori dei miliardi di ex cristiani rinati per mezzo del Vuoto Legante.
Con Raul ed Aenea, proiettati a ritroso negli anni della loro storia, sulla vecchia Terra, il Ciclo di Hyperion giunge al termine. Esso si chiude con un'occasione per ricominciare, ma con un tempo finito a disposizione, benedizione e condanna di tutti i mortali.

## I temi
(Aenea)
Così Aenea spiega a Raul la chiave di accesso al Vuoto Legante, all'essenza ultima delle cose, alla materia di cui è intessuto lo spazio-tempo e allo stesso modo i sentimenti e gli spiriti di tutti gli esseri che lo popolano.
Anche in questo caso, forse ancor di più che nei precedenti capitoli, si potrebbero trovare tantissimi temi e spunti di riflessione di livello molto elevato a fare, in apparenza, da corollari alla storia, costituendone in realtà le colonne portanti. Il confronto fra una fede "opportunista" sintetizzata dalla scommessa di Pascal contro un approccio di ben altra portata, mistico ed olistico insieme alla Teilhard de Chardin.
L'idea dell'esistenza di una fisica dello spirito come in Jean-Émile Charon, di un'immortalità delle idee possibile proprio e solo per la mortalità degli esseri viventi che con queste hanno cercato di andare oltre i loro limiti.
L'empatia come valore supremo, al di là di tutte le possibili differenze, come unico strumento dell'uomo per la reductio ad unum, per la comunione con il creato e come chiave per l'universo nel suo complesso per assurgere al rango di Dio, come è tipico nel pensiero Zen e mistico in generale.

## Personaggi

### Principali
AeneaGiovane donna frutto dell'unione fra un'Umana e un cìbrido. Diviene un'architetta grazie agli insegnamenti del cìbrido di Frank Lloyd Wright. Considerata un messia, tramite la comunione del suo sangue trasmette la possibilità di interfacciarsi al Vuoto Legante.
Raul EndymionIl narratore. Racconta la storia dalla sua prigione quantistica nell'orbita di Armaghast e, successivamente, dalla Terra.
A. BettikAndroide creato più di trecento anni prima. Accompagna Aenea e Raul nelle loro peregrinazioni. A fine romanzo ne verrà svelata l'insospettabile vera identità.

### Secondari
Martin SilenoUnico dei sette pellegrini delle Tombe del Tempo a comparire fisicamente in tutti e quattro i romanzi. Prelevato infine da Hyperion da Endymion, Kassad, Bettik e padre Duré, verrà portato sulla Terra dove morrà, a mille anni d'età, nell'Illinois, dove aveva trascorso l'infanzia.
AlbedoEx rappresentante virtuale del TecnoNucleo nell'Egemonia, in questo romanzo compare in versione cìbrido.
John Domenico MustafaInquisitore del Santo Uffizio. Non si fida del tutto dell'alleanza Chiesa–Nucleo e ne pagherà le conseguenze.
Federico De SoyaSacerdote e capitano di nave della Pax. Si ammutinerà dopo il primo genocidio degli Ouster, dando un inaspettato aiuto.
Fedmahn Kassad e Het MasteenAltri due ex pellegrini delle Tombe del Tempo. Secondo i Canti di Martin Sileno, Kassad era morto miliardi di anni nel futuro, dove l'aveva portato l'amante Moneta, e Masteen era scomparso trecento anni prima durante il pellegrinaggio, per ricomparire poco tempo dopo, anziano e malato, nei pressi delle Tombe, dove morì fra le braccia di Weintraub e padre Duré farfugliando parole per loro senza senso. In realtà si scopre che, quando scomparve, Masteen fu condotto dallo Shrike al tempo di Aenea, ove aveva trascorso la maggior parte della sua vita. Kassad, scomparso nelle Tombe mentre inseguiva lo Shrike, fu portato anch'egli nella biosfera degli Ouster per aiutare Aenea, dove incontrò la giovane Moneta, ossia Rachel, che lui aveva già incontrato diverse volte ma lei ancora no. Solo dopo decenni trascorsi in questo periodo fu portato miliardi di anni nel futuro per combattere la battaglia finale/iniziale con lo Shrike, come raccontato nel romanzo La caduta di Hyperion.
Kenzo IsozakiPrimo funzionario esecutivo della Pax Mercatoria, una corporazione economia della Chiesa che gode di autonomia. Cercherà in tutti i modi, anche complottando con Albedo, di rovesciare il dominio della Chiesa.
Lenar HoytUno dei pellegrini delle Tombe del Tempo. Dopo la Caduta dei Teleporter è stato numerose volte papa; nelle vicende narrate è papa col nome di Urbano XVI. Condivide il corpo con il gesuita Paul Duré (quando muore uno, resuscita l'altro), che apparirà nelle concitate fasi finali.
Rachel WeintraubFiglia di Sol, ex pellegrino delle Tombe del Tempo. Da neonata, il padre la portò con lui in un remoto futuro attraverso la Tomba della Sfinge. Incontrò Aenea su Amritsar, devenne sua amica e la seguì su T'ien Shan e, successivamente, nella biosfera ouster.
Rhadamanth NemesLetale androide creato dalle IA. Dà un'ossessiva caccia ad Aenea coi suoi tre cloni: essi hanno quasi gli stessi poteri dello Shrike.
ShrikeIn questo romanzo viene svelato che, analogamente a quanto avveniva con i cìbridi, la personalità di uno dei sette pellegrini delle Tombe del Tempo venne (in realtà “verrà”, in quanto lo Shrike sarà creato miliardi di anni nel futuro) riversata sull'essere semidivino. Dunque quando incontrò i sette, nel suo cammino a ritroso nel tempo, li conosceva già.
Simon Augustino LourdusamyCardinale esecutivo del papa Urbano.

## Critica e riconoscimenti
Il romanzo ebbe una buona accoglienza. Il New York Times ne elogiò la portata epica e l'esplorazione fra scienza e religione. Publishers Weekly elogiò le sequenze d'azione, ma criticò la trama troppo complessa e il non chiaro ruolo di Aenea. Altre pubblicazioni, pur elogiando l'autore, criticarono l'eccessiva esposizione narrativa.
Il romanzo nel 1998 ha vinto il Premio Locus per il miglior romanzo di fantascienza ed è stato nominato per il Premio Hugo per il miglior romanzo.

## Edizioni
- Dan Simmons, The Rise of Endymion, Bantam Books, 1997,  pp. 579, ISBN 0-553-10652-X.
- Dan Simmons, Il risveglio di Endymion, traduzione di G.L. Staffilano, collana Oscar Mondadori, Arnoldo Mondadori Editore, 2000,  p. 694, ISBN 88-04-47498-X.